# Oskar Delisle
Oskar Delisle (* 16. April 1873 in Konstanz; † 3. Mai 1944 in München) war ein deutscher Architekt.

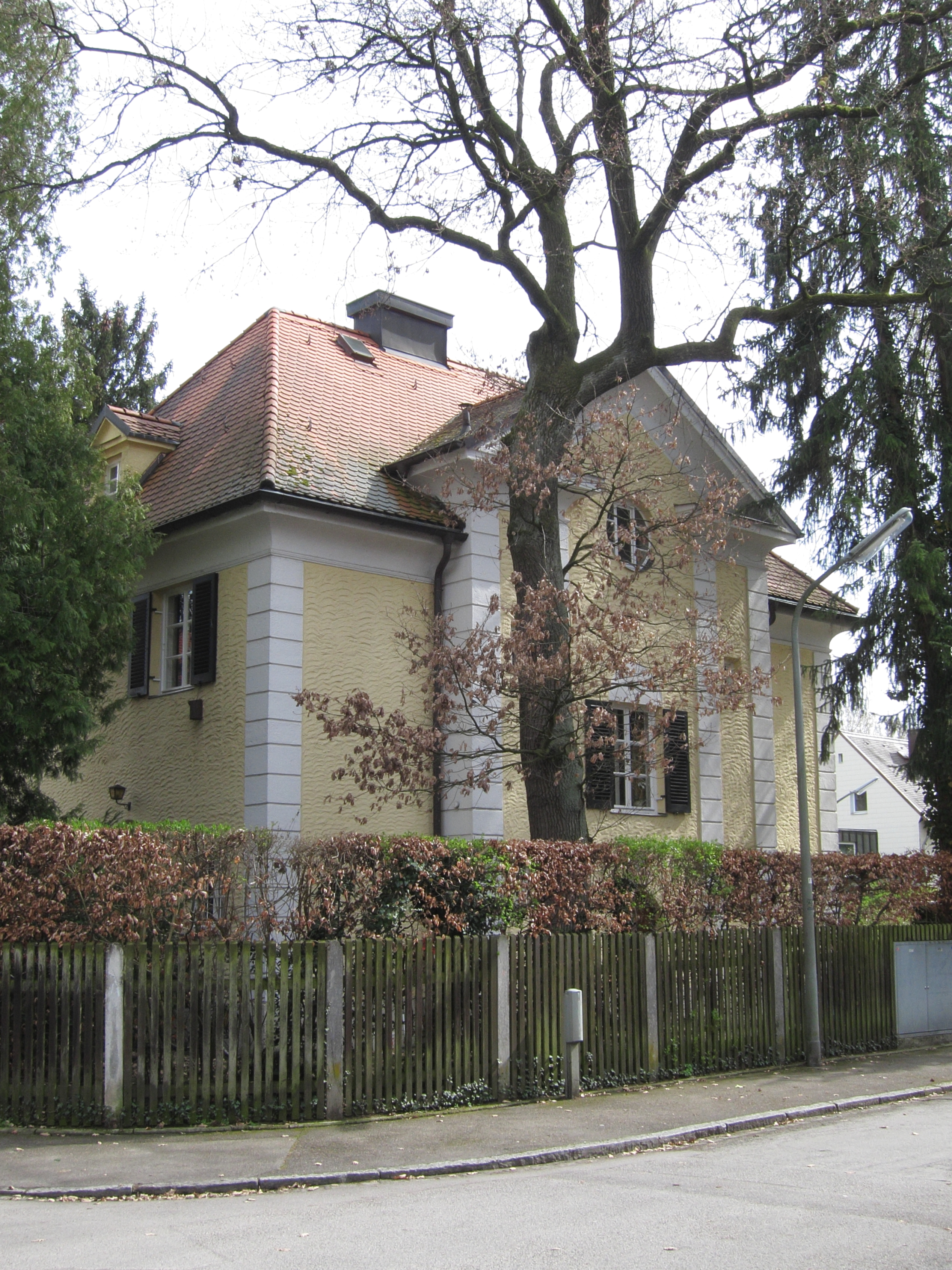
Villa in München, Lichtingerstraße 21 (1922)

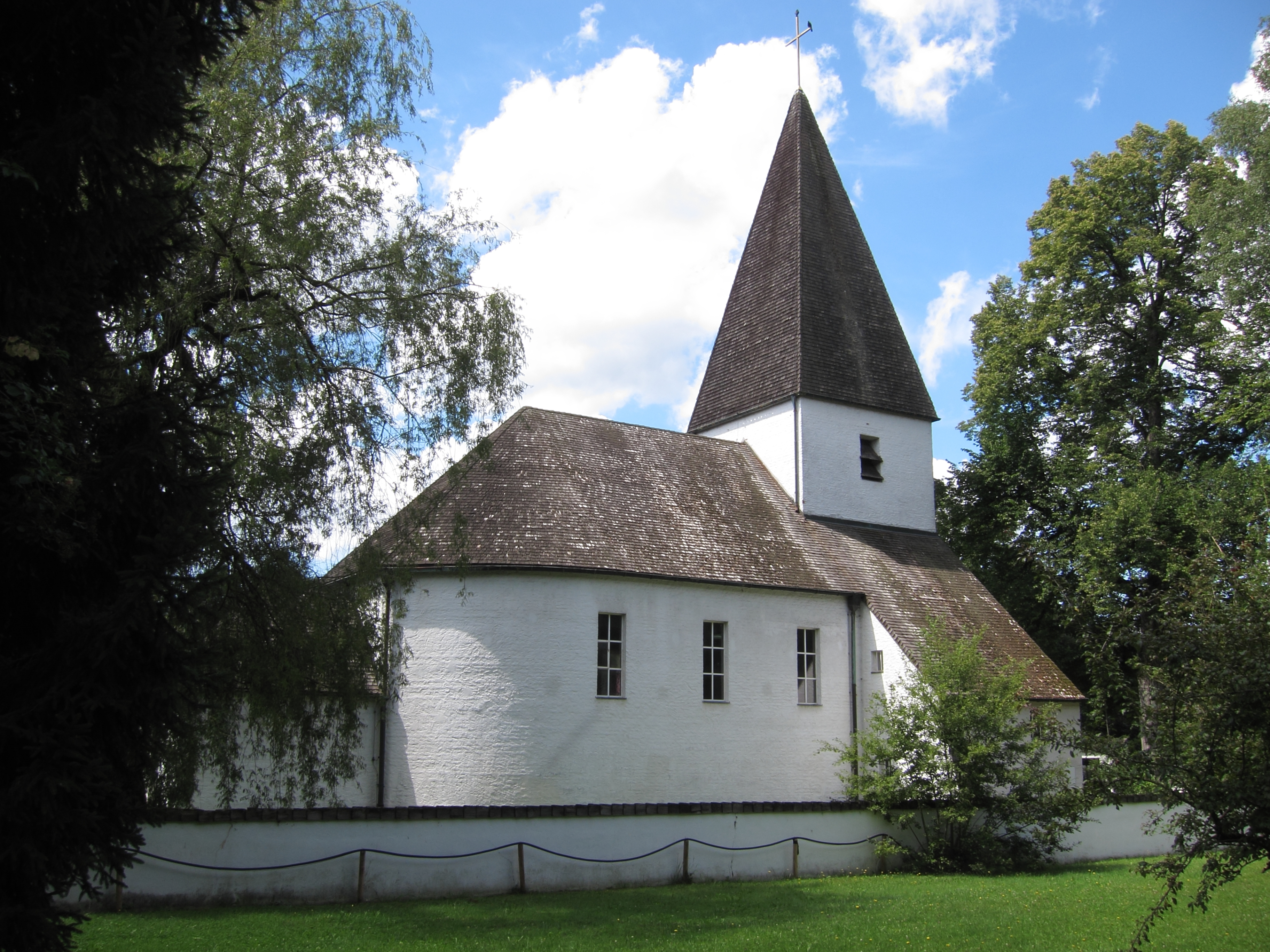
Thomaskirche in Grünwald (1931)

## Werdegang
Nach seiner Ausbildung zum Architekten kam Delisle 1898 nach München und arbeitete zunächst bei der Bauunternehmung Heilmann & Littmann.
Nachdem er dem Bauunternehmer Jakob Heilmann als besonders begabter Mitarbeiter aufgefallen war, erhielt er den Auftrag, die Burg Schwaneck, Heilmanns Alterswohnsitz, umzubauen und einzurichten.
Um 1900 ging Delisle nach New York und arbeitete dort in einem Architekturbüro. Nach seiner Rückkehr 1905 gründete er mit Bernhard Ingwersen das Büro Delisle & Ingwersen. Gemeinsam gewannen sie einige Architekturwettbewerbe und entwarfen zahlreiche Gebäude in München und Umgebung.

## Bauten
- 1900: Geschäftshaus in München-Altstadt, Sonnenstraße 12[2]
- 1906: Villa in Thalkirchen, Heilmannstraße 8 (als Teil eines Doppelhauses)[3]
- 1908: Villa in Solln, Heinrich-Vogl-Straße 14[4]
- 1910–1911: Haus Max Feldbauer in Mitterndorf[5]
- 1912–1914: Privatklinik Krecke in Nymphenburg, Rheingoldstraße 12
- 1912–1916: Prinzregent-Luitpold-Kinderheilstätte in Scheidegg-Oberschwenden, Oberschwenden 70 (unter Denkmalschutz)
- vor 1913: Moorbad Dachau[6]
- 1922: Villa in Pasing, Lichtingerstraße 21 (neoklassizistischer Bau mit Walmdach)[7]
- 1928–1930: Siedlung Neu-Ramersdorf für die GEWOFAG (mit Richard Berndl)[8]
- 1931–1932: evangelisch-lutherische Thomaskirche in Geiselgasteig, Ludwig-Thoma-Platz 5
- 1935: Villa in Nymphenburg, Rheingoldstraße 3
- vor 1936: Eigenheim G. in Isartal

## Schriften
- Studien über Bauweisen an englischen Einfamilienhäusern. In: Centralblatt der Bauverwaltung, 20. Jahrgang 1900, Nr. 91 (vom 17. November 1900), S. 549–552.